# Ricardo Pashkus
Ricardo Pashkus (Buenos Aires, 23 de febrero de 1955) conocido como Ricky Pashkus es un director de escena, coreógrafo y docente argentino.

## Biografía
Ha dirigido eventos y creado coreografías para teatro, cine y televisión como el programa de telerrealidad High School Musical: la selección (2007) y el espectáculo Argentum (2018), con el cual se cerró la primera noche de la 13º Cumbre del G-20 realizada en noviembre de 2018 en el Teatro Colón de Buenos Aires. El espectáculo, que duró 40 minutos, estaba dividido en cinco actos, cada uno dedicado a una  región geográfica argentina (Patagonia, Cuyo, Centro, Litoral y Norte). En el mismo participaron los bailarines Julio Bocca y Mora Godoy, 84 bailarines y 75 músicos. La música fue compuesta por el director del Centro Cultural Kirchner Gustavo Mozzi, Nicolás Sorín y Nicolás Guerschberg y contó con un homenaje al rock argentino con partes de temas de Gustavo Cerati, Charly García y Miguel Abuelo. Además, tuvo variedad de estilos: un set de música electrónica, danzas autóctonas y urbanas, como cuarteto, malambo, parkour y Hip-hop.
En el Teatro Maipo estrenó, con la producción de Lino Patalano, más de 20 espectáculos donde Enrique Pinti y Eleonora Cassano fueron protagonistas. Algunos de ellos son “Pingo argentino” Enrique Pinti, “Viva la revista”, ”Pericón nacional” Enrique Pinti, “La Cassano en el Maipo”, “Antes de que me Olvide” Enrique Pinti . Además fue socio de Julio Bocca y director emérito de la Fundación Julio Bocca. Hace 30 años creó, junto a Julio Chávez, un proyecto educativo de formación teatral y de danza especialmente enfocado en el teatro musical. Fuertemente interesado en los proyectos de estimulación y desarrollo del campo de acción teatral, ha creado, junto al coreógrafo norteamericano Chet Walker, las Becas “PASHWALK” que dan vivienda y viáticos durante un año a artistas del interior.
En 2005 y 2006 dirigió junto con Carlos Olivieri la versión local de la comedia musical "Los Productores" de Mel Brooks, protagonizada por Enrique Pinti y Guillermo Francella en el Teatro Lola Membrives.
Además tiene una revista dedicada al teatro musical llamada “Divague”. 
Ganó varios Premios ACE, Premios Estrella de Mar, Premios Trinidad Guevara, Premios Hugo, entre otros.

## Teatro
- “AUTÓGRAFOS” (1985) de Diana Raznovich y Carlos Gianni. Teatro Lorange, con Víctor Laplace.
- “POCHOCLO” (1985) de Daniel Aguilar. Coreografía. Con  Elvira Romei. Teatro Regina.
- “MÁGICO BURDEL” (1985)  de Pepe Cibrián. Coreografía. Teatro Lasalle.
- “CONCHERTO II” (1986) con Cecilia Rossetto. Teatro Bambalinas.
- “DIVAS” (1987) Coreografía. Con Ana María Cores, dirigido por Pepe Cibrián. Teatro Bauen.
- “SOCORRO, SOCORRO, LOS GLOBOLINKS” (1987) Opera de Gian Carlo Menotti. Coreografía. Regie: Hugo Midón. Teatro Colón.
- “AQUÍ NO PODEMOS HACERLO”(1988) Coreografía. Dirección: Pepe Cibrián. Teatro Presidente Alvear.
- “SOCORRO, SOCORRO, LOS GLOBOLINKS” (1988) Reposición. Teatro Presidente Alvear.
- “Y AL FINAL… OTRA VEZ”(1989) Coreografía. Teatro Presidente Alvear.
- “VIVITOS Y COLEANDO” (1989) Coreografía. Dirección: Hugo Midón. TV ATC y Teatro Metropolitan.
- “INVASIONES INGLESAS” (1989) Asesoría coreográfica. Teatro Municipal Gral. San Martín.
- “42 nd. STREET” (1989) de Warren y Dubin. Coreografía y Dirección general. Teatro Metropolitan.
- “CLEOPATRA” (1990) con Pepe Cibrián. Puesta de luces y puesta en escena.
- “MANÍAS” (1990) Espectáculo coreográfico preparado especialmente para la Feria de las Naciones. Dirección general.
- “LAS DULCES NIÑAS” (1991) de Pepe Cibrián. Diseño original de coreografía. Teatro Ideal.
- “ORINOCO” (1991) Asesor coreográfico. Susú Pecoraro e Inda Ledesma. Dirección gral.: Inda Ledesma.
- “MANÍAS” II (1991) Espectáculo coreográfico preparado especialmente para la Feria de las Naciones. Dirección general.
- “FERIA DE LAS ESTRELLAS” (1991) Director Artístico.
- “CYRANO”(1992) Coreografía. Sala Casacuberta del Teatro Municipal Gral. San Martín.
- “COLLEGIUM MUSICUM” (1992) Recital del ciclo. Dirección general. Compañía de Danzas Ricky Pashkus. Teatro Municipal Gral. San Martín.
- “ANÓNIMA, LA TELETEATRO”(1992) Asesoramiento corporal. Espectáculo con Georgina Barbarossa.
- “MANÍAS III” (1992) Espectáculo coreográfico especialmente preparado para la Feria de las Naciones. Dirección general.
- “LOS 3 MINUTOS” (1992) Dirección general. Sala Casacuberta. Teatro Municipal Gral. San Martín.
- “SOCORRO, SOCORRO, LOS GLOBOLINKS”(1993) Reposición. Teatro Colón
- “CYRANO” (1993) Reposición. Teatro Municipal Gral. San Martín.
- “SIETE VIDAS” (1993) Coreografía. Teatro Metropolitan.
- “EMOCIONES SIMPLES” (1993) Coreografía y puesta en escena. Teatro Regina..
- “NOCHE CORTA” (1993) Obra coreográfica. Coreografía y Dirección general. Teatro del Viejo Palermo. Centro Cultural Recoleta..
- “SIEMENS” (1993) Presentación Sistema Telefónico “HICOM”. Coreografía. Hotel Caesar Park.
- “MANÍAS IV” (1993) Espectáculo coreográfico especialmente preparado para la Feria de las Naciones. Dirección general.
- “AQUÍ NO PODEMOS HACERLO” (1994) Reposición coreográfica. Teatro Nacional Cervantes.
- “REBELIÓN EN LA GRANJA” (1994) Coreografía. Teatro La Plaza. Dirección: Víctor Laplace.
- “RECITAL DE DANIELA” (1994) Coreografía. Estadio Obras.
- “NOCHE CORTA” (1994) Reposición. Dirección general. Centro Cultural Recoleta.
- “EL SALPICÓN” (1995) Coreografía. Teatro La Plaza. Dirección: Hugo Midón.
- “LOCOS RECUERDOS” (1995) Coreografía junto a Doris Petroni.
- “CONTEMPORÁNEA ’95” (1995) Dirección general junto a Oscar Araiz.
- “VIVA LA REVISTA” (1995) Dirección coreográfica. Teatro Maipo.
- “SIETE VIDAS” (1995) Reposición de coreografía. Teatro IFT.
- “BAILARÍN” (1995) Coreografía Música: Eladia Blázquez. Intérprete: Julio Bocca. Obra incluida en el espectáculo “Julio Bocca 10 años”. Luna Park.
- “VINO, CANTO Y MUJERES” (1995) Coreografía. Música: J. Strauss. Intérpretes: Julio Bocca, Eleonora Cassano, Silvia Bazilis, Raquel Rossetti, Cristina Delmagro. Obra incluida en el espectáculo “Julio Bocca 10 años”. Luna Park.
- “LA CASSANO EN EL MAIPO” (1995) Coreografía y Dirección. Música: Alberto Favero. Libro: Elio Marchi. Producción general: Lino Patalano. Teatro Maipo.
- “EN ÓRBITA” (1995) Coreografía. Teatro Municipal Gral. San Martín.
- “NAVIDAD POR LA VIDA 2ª.” (1995) Edición. Espectáculo a total beneficio de Fundai, ayuda a los enfermos de SIDA. Dirección general. Teatro Maipo.
- “HACEME BOLSA” (1996) Dirección General. Música: Alberto Favero. Libro: Elio Marchi. Producción General: Lino Patalano. Teatro Tabarís, Sala Plateada
- “EL SALPICÓN” (1996) Teatro La Plaza. Reposición.
- “LOCOS RECUERDOS” (1996) Teatro Municipal Gral. San Martín. Sala Martín Coronado. Reposición.
- “EN ÓRBITA” (1996) Teatro Discoteca Dr. Jekyll. Reposición.
- “Julio Iglesias” (1997) Gira Internacional – Sede Miami. Coreografía.
- “CASSANO DANCING” (1997) Dirección General Teatro Metropolitan. Música: Alberto Favero. Libro: Elio Marchi. Producción General: Lino Patalano.
- “ÁNGEL ETERNO” (1997) Coreografía. Intérprete: Julio Bocca y Ballet Argentino. Música: Lito Vitale. Letra: Víctor Heredia. Vestuario: Nené Murúa. Luna Park.
- “STAN & OLIVER” (1997) Coreografía Teatro La Plaza. Dirección: Hugo Midón.
- “CASSANO DANCING” (1997) Gira Nacional. Coreografía y Dirección General.
- “CASTA DIVA” (1997) Coreografía Ballet Argentino de Julio Bocca. Música: Bellini. Presentación en Anfiteatro Herodion – Atenas, Grecia.
- “ÁNGEL ETERNO” (1997) Coreografía.
- “PINTI CANTA LAS 40 Y EL MAIPO CUMPLE 90” (1998) Coreografía y Dirección general. Teatro Maipo.
- “CASINO”(1998) Coreografía. Teatro Payro. Dirigida por: Diego Kogan.
- “CIPE DICE  BRECHT” (1998) VI Festival Iberoamericano de Teatro de Bogotá. Cipe Lincovsky. Coreografía.
- “CASTA DIVA” (1998) Pieza para Ballet Argentino presentada en  Panamá.
- “BARRAGAN EL MAGO” (1998) Dirección General. Teatro Metropolitan.
- “BOCCA ´N´ ROCK” (1998) Dirección General. Luna Park.
- “PINTI CANTA LAS 40 Y EL MAIPO CUMPLE 90” (1999) Gira Nacional. Coreografía y Dirección General.
- “PERICON.COM.AR” (2000) Dirección General. Teatro Maipo
- “FUNDAI POR LA VIDA” (2000) Dirección General. Natalia Oreiro – Claudia Lapacó – Julio Bocca – Eleonora Cassano. Hotel Intercontinental.
- “EL SECRETO DE LA LUNA” (2000) Asesoramiento a la Dirección. Teatro Nacional Cervantes  Dirección: Roberto Villanueva.
- “VENASTAT” (2000) Coreografía. Eleonora Cassano. Teatro Coliseo.
- “MAIPASIONADA” (2000) Sandy Brandauer. Dirección General. Teatro Maipo.
- “AMBOS 2” (2001) Coreografía creada junto a Chet Walker para el Ballet Sub 16 de Julio Bocca, dirigido por Raúl Candal. Teatro Maipo.
- “CANDOMBE NACIONAL” (2002) Coreografía y Dirección General. Espectáculo de Enrique Pinti. Teatro Maipo.
- “MI BELLO DRAGON” (2002) Coreografía y Dirección General (con el Sr. Enrique Pinti). Teatro Maipo.
- “Homenaje LUIS  CESAR AMADORI” (2002) Dirección General. Participación de Georgina Barbarosa, Guillermo Fernández, Julio Bocca y otros. Teatro Maipo.
- “SALTO AL CIELO” (2002) Convenio firmado con La Galera – Galpón de Arte. Espectáculo teatral dirigido por Héctor Presa. Elenco íntegramente formado por alumnos del Estudio Julio Bocca
- “CONJUGANDO” (2002) Coordinación General Presentación Ballet Sub 16 Clásico y Comedia Musical. Teatro Maipo.
- “COMPAÑÍA INTERNACIONAL DE TEATRO MUSICAL” (2002) Teatro Presidente Alvear. Dirección General con el Sr. Chet Walker.
- “FUNCIÓN A BENEFICIO DE LA FUND. JULIO BOCCA” (2003) Julio Bocca, Eleonora Cassano y becarios – Teatro Opera
- “HEAT” (2003) Compañía Internacional de Teatro Musical
- “CICLO CULTURA ITUZAINGO” (2003) Dirección General Apertura Eleonora Cassano – Compañía Internacional de Teatro Musical – Juan Darthés.
- “MUSICALES ARGENTINOS” en concierto” (2003) Dirección General Teatro Gran Rex
- REPOSICIÓN “CANDOMBE NACIONAL” (2003) Dirección General. Teatro Maipo
- “FIEBRE” (2003) Compañía Internacional de Teatro Musical Marcela Paoli, Rubén Roberts, Julio Zurita y Andrea Surdo Co Dirección General junto a Chet Walker. Teatro Presidente Alvear.
- REPOSICIÓN “CANDOMBE NACIONAL” (2004) Dirección General. Teatro Maipo.
- “TE QUIERO, SOS PERFECTO… CAMBIÁ” (2004) Dirección General Teatro Maipo – Karina K, Natalia Lobo, Marcelo Trepat y Rodolfo Valss – Fecha de Estreno: 4 de octubre de 2005.
- “TE QUIERO, SOS PERFECTO… CAMBIÁ” (2005) Dirección General. Reestreno Teatro Picadilly – 13 de enero Karina K, Lucila Gandolfo, Marcelo Trepat y Rodolfo Valss
- “LOS PRODUCTORES” (2005) Dirección General. Teatro Lola Membrives. Enrique Pinti y Guillermo Francella
- “HOUDINI” (2005) Dirección General. Teatro Metropolitan II. Guillermo Angelelli y Elena Roger
- “RITA, LA SALVAJE” (2005) Dirección General y Puesta en Escena. Teatro Maipo Emme, Lidia Catalano, Héctor Malamud y Luciano Castro – Productor General: Lino Patalano, Libro: Gonzalo Demaría, Música: Alberto Favero y Letras: Elio Marchi
- “FUNDAI POR LA VIDA” (2005) Dirección General. Tangokinesis – Karina K – Sol y Vane Mihanovich – Viviana Vigil y Gaby Goldman – Catalina Rautenberg – Carmen Yazalde – María Roji – Claudio Pazos y Francisco Pesqueira – Antonio Gasalla – Alumnos Escuela de Comedia Musical Julio Bocca-Ricky Pashkus. Teatro Maipo.
- “AMOR SIN BARRERAS EN CONCIERTO” (2005) Dirección general Bajo el auspicio de la Embajada de EE. UU. Teatro Maipo. Intérpretes: Carlos Vittori, Georgina Freré, Duilio Marzio y gran elenco. Dirección musical: Gerardo Gardelin
- “LA ARENA (Gerardo Hochman) (2006)Colaboración conjunta para la presentación en el Teatro Lola Membrives con invitados especiales, Fito Páez y otros.
- “GRAVES Y AGUDOS”  Teatro de la Comedia Dirección Hugo Midón. Encuentro coreográfico Ricky Pashkus, Carlos Trunsky, Marta Monteagudo, Gabi Goldberg y Silvina Sznajder.
- “WORKSHOP SHOW (2006) CIRQUE DU SOLEIL (SALTIMBANCO)” Dirección: Matthew Jessner.
- “MAMÁ” (2006) Asesoría Coreográfica. Andrea Frigerio y Fabián Gianola
- “FUNDAI POR LA VIDA” (2006) Dirección General. Enrique Pinti – Tangokinesis – Hernan Piquín – Karina K – Miriam Cohelo Omar Mamani – Eduardo Solá– Daniel Busato – Pepper Top Singers – Alumnos Escuela de Comedia Musical Julio Bocca-Ricky Pashkus. Teatro Maipo
- “LOS PRODUCTORES” (2006) Reestreno. – Dirección General. Teatro Lola Membrives – Enrique Pinti y Guillermo Francella.
- “PINGO ARGENTINO” (2006) Dirección General y Coreografía. Enrique Pinti y elenco Teatro Maipo.
- “LA JAULA DE LAS LOCAS” (2006) Dirección General. Roberto Carnaghi y Miguel Ángel Rodríguez Teatro Metropolitan.
- “TE QUIERO, SOS PERFECTO… CAMBIA” (2006) Dirección General. Gira Honduras. Ciudad San Pedro Sula.
- “ESGARABAL” (2007) Estreno de la Compañía de Comedia Musical del Departamento de Artes del Movimiento del IUNA – abril 2007.
- “PERBRUMON” (2007) Asesoramiento-  Dirección: Lito Cruz Teatro Carlos Carella
- “PATITO FEO” (2007) Dirección General. Teatro Gran Rex.
- “ESTEREOTIPOS” (2007) Coreografía y Dirección General. Teatro Maipo.
- “LA JAULA DE LAS LOCAS” (2007) Dirección General. Teatro Atlas de Mar del Plata. Roberto Carnaghi y Miguel Ángel Rodríguez.
- “PATITO FEO” (2007) Gira Nacional. Dirección General.
- “EL TRIUNFO AJENO” (2008) Estreno Compañía de Teatro Musical del IUNA Dirección General.
- “BALLET ARGENTINO” (2008) Gira Internacional- Hotel Conrad Punta del Este. Dirección compañía.
- “PATITO FEO” (2008) Nueva gira internacional- Dirección General.
- “ESGARABAL” (2008) Gira de la Compañía de Comedia Musical del Departamento de Artes del Movimiento del IUNA. Julio 2008. Teatro Sur. Catamarca.
- “LA ROTATIVA DEL MAIPO” (2008) Dirección General. Jorge Lanata, Ximena Capristo, Miranda! -Teatro Maipo
- “HOMENAJE A ENRIQUE PINTI” (2008) Dirección General – 13 de octubre. Teatro Maipo.
- “LITO NEBBIA & LA LUZ (2008) Dirección de la participación del Ballet Argentino. 12, 19, 26 de agosto y 2 de septiembre Teatro Maipo.
- “PINGO ARGENTINO” (2008) Gira Nacional e Internacional  Dirección General y Coreografía. Enrique Pinti y elenco.
- “CICLO NUOVA HARMONÍA – “NICE ‘N EASY” (2009) 21 de octubre – Sandra Mihanovich, Antigua Jazz Band, Alberto Favero, Ballet Argentino – Teatro Coliseo – Dirección General.
- “MARATÓN NOCTURNA ONA SÁEZ” (2009) Sandra Mihanovich, Musicool, Ximena Capristo y Sergio Lois etc. – 12 de septiembre – Dirección General.
- “SEGUNDA OPERA PRIMA” (2009) De la Compañía de Comedia Musical del Departamento de Artes del Movimiento del IUNA. Abril 2009 Teatro Maipo Club.
- “NICE ‘N EASY” (2009) 19 y 20 de noviembre – Sandra Mihanovich, Antigua Jazz Band, Alberto Favero, Ballet Argentino – Teatro Maipo – Dirección General
- “PERFUMES” Ballet Argentino (2009) GIRA EUROPEA – Dirección compañía
- “PATITO FEO” (2009) Nueva Gira Internacional Dirección General.
- “TALLER SWEENEY TODD” (2009) Julio Chávez – Dirección
- “BALLET ARGENTINO” (2009) Gira Europea – España e Italia – Dirección compañía
- “EL JOVEN FRANKESTEIN” (2009) Guillermo Francella – Teatro Astral – Dirección General
- “SOUVENIR” (2009) Estreno 2 de abril de 2009-TEATRO REGINA – Dirección General.
- “PATITO FEO” (2009) Teatro Gran Rex Dirección General
- “PERFUMES” (2009) Ballet Argentino- Teatro Maipo Dirección compañía
- “Festejo AADI” (2010) por  bicentenario COMISIÓN DIRECTIVA – Teatro Maipo – Dirección general.
- “SWEENEY TODD” – Julio Chávez,  Karina K y otros – Teatro Maipo – Dirección General.
- “NOMBRE Y APELLIDO” (2010) Ezequiel Barreras, Alejandro Ibarra, Facundo Mercado, Soledad Galoto, Analía González, Gustavo Wons, Pablo Rotemberg – Dirección general junto a Julio Bocca – El Teatro Bar Concert de La Plata.
- “NOMBRE Y APELLIDO” (2010) Ezequiel Barreras, Alejandro Ibarra, Ramiro Soñez, Yamil Ostrovsky, Silvia Vladiminsky, Verónica Pecollo, David Señoran, Pablo Rotemberg, Chet Walker y Vanesa García Millán – Dirección general junto a Julio Bocca – Asistente Vanesa García Millán.
- “FUNDAI POR LA VIDA” (2010) Enrique Pinti – Susana Rinaldi – Marikena Monti- Ligia Piro- Jean Francoise Casanovas- Eleonora Cassano- Edda Díaz – Gaby Goldman- Agustina Vera- Vanesa Butera- Fernando Dente- Ballet Argentino de la Fundación Julio Bocca-Mi Bello Dragón- – Alumnos Escuela de Comedia Musical Julio Bocca-Ricky Pashkus – Teatro Maipo. – Dirección General.
- “MI BELLO DRAGON” (2010) Reposición – Teatro Maipo – Coreografía y Dirección General.
- “ANTES DE QUE ME OLVIDE” (2010) Enrique Pinti – Dirección General – Teatro Maipo.
- “NOMBRE Y APELLIDO IV” (2011) Ballet de la Fundación Julio Bocca – Silvana Grill, Mecha Fernández, Silvia Pritz, David Señoran – Dirección general – Auditorio Parque Centenario.
- “PRIMERAS DAMAS DEL MUSICAL” (2011) Dirección general – Elena Roger, Lucía Galán, Florencia Peña, Julia Zenko, Alejandra Radano, Sandra Guida, Marcela Paoli, Karina K, Josefina Scaglione entre otras. Teatro Gran Rex.
- “DANCE!” (2011) Teatro de Verano de Montevideo, Uruguay – Dirección General
- “NOMBRE Y APELLIDO III” (2011) Ezequiel Barreras, Alejandro Ibarra, Facundo Mercado, Soledad Galoto, Analía González, Gustavo Wons – Dirección general – Centro Cultural Borges.
- “FUNDAI” POR LA VIDA (2011) Teatro Maipo. – Dirección General.
- “TE QUIERO, SOS PERFECTO, CAMBIA” (2011) Reestreno – Teatro Multiteatro – Dirección General.
- “SOUVENIR – FESTIVAL DE TEATRO CERVANTINO DE AZUL (2011) Dirección General.
- Reestreno “ANTES DE QUE ME OLVIDE” (2011) Enrique Pinti – Teatro Maipo – Dirección.
- Reestreno “ANTES DE QUE ME OLVIDE” (2011) Enrique Pinti – Teatro Roxy de Mar del Plata – Dirección General.
- Creación  “COMPAÑÍA DE TEATRO MUSICAL JUVENIL” (2012) Creador y Director General.
- “INSOMNIO” (2012) Centro Cultural Borges. Agosto de 2012. Espectáculo con la Compañía de Teatro Musical Juvenil.
- “PRIMERAS DAMAS DEL MUSICAL (2012) Dirección general – Valeria Lynch, Florencia Peña, Cecilia Milone, Julia Zenko, María Rosa Fugazot, Karina K, Ana María Cores, Marisol y Florencia Otero, Susan Ferrer, Melania Lenoir, Natalia Cociuffo, Magalí Sánchez Alleno, Alejandra Perlusky, Ivanna Rossi, Laura Manzini y Déborah Turza.. Teatro Gran Rex
- “SOUVENIR” (2012) Karina K y Pablo Rotemberg – Teatro Regina – Dirección General
- “LA LÍNEA DESPAREJA, Una línea de autogestión” (2012) Dirigida por Ricky Pashkus 1º de noviembre CC Rojas.
- “Y UN DÍA NICO SE FUE” (2013) Dos funciones para celebrar el fin de año de la Usina del Arte – Sala Grande- 20 y 21 de diciembre.
- “INSOMNIO RECARGADO” (2013) CC BORGES – Dirección General Ricky Pashkus.
- “PRIMERAS DAMAS DEL MUSICAL” (2013) Tercera Edición  – Dirección General junto a Pablo Gorlero. Colabora Ana Sans – Coreografía de Alejandro Ibarra- Dirección Musical Gaby Goldman. Teatro Gran Rex.  19 de diciembre de 2013.
- “SORPRESAS” (2013) Con Moria Casán Carmen Barbieri  Dirección: Ricky Pashkus Teatro Atlas Mar del Plata.
- “Y UN DÍA NICO SE FUE” (2013) de Osvaldo Bazán y Ale Sergi. Dirección General Ricky Pashkus. Con Tomás Fonzi y Walter Quiroz. Usina del Arte.
- “HAMBRE POR NO LLORAR” (2013) Idea, Libro y Dirección General Ricky Pashkus – Autor y Director – Obra creada con el grupo de entrenamiento del CC Rojas – Sala Batato Barea.
- “ESGARABAL” (2013) Autor junto a Gaby Goldman y Gonzalo Demaría – Dirección Leandro Bassano-Proyecto juvenil en el contexto del proyecto educativo de Ricky Pashkus en el CC Borges.
- “LA LÍNEA DESPAREJA” (2013) (reposición) –  Una línea de autogestión – Dirigida por Ricky Pashkus en el CC Rojas.
- “PRIMERAS DAMAS DEL MUSICAL” (2014) 4ª Edición – Teatro Gran Rex  – Alejandra Radano – Ana María Cores – Carmen Barbieri – Eleonora Cassano – Florencia Benítez – Florencia Peña – Gabriela Bevacqua  – Julia Calvo – Julia Zenko – Karina K – Laura Esquivel – Laura Manzini – Luz Cipriota – Mora Godoy – Natalia Cociuffo – Sandra Guida – Susan Ferrer – Vicky Buchino – Virginia Innocenti.
- “Y UN DÍA NICO SE FUE” (2014) Reestreno –  Teatro de la Comedia  con Germán Tripel y Tomás Fonzi.
- “AL FINAL DEL ARCO IRIS” (2014) Reestreno – Teatro Astros.
- “AL FINAL DEL ARCO IRIS” (2014) Coreografía y Dirección general – Con Karina K, Fede Amador, Víctor Malagrino y Antonio Grimau.
- “LA NOTA MÁGICA” (2014) Música y Libro Luis Borda – Coreografía y dirección RICKY PASHKUS – TEATRO DE LA RIBERA – COMPLEJO TEATRAL SAN MARTÍN-  Dirección musical de Marcelo Macri – Elenco: Felipe Colombo – Florencia Otero  – Germán Tripel – Mariú Fernández y otros.
- “SRES. & SRES. DEL MUSICAL” (2014) Dirección general junto a Pablo Gorlero  con  reggie de Valeria Ambrosio. Elenco: Raúl Lavié- Pepe Cibrián Campoy- Juan Rodó- Alejandro Paker – Fernando Dente – Nicolás Scarpino – Rodolfo Valss – Enrique Pinti, entre otros. Dirección Musical Ángel Mahler. Teatro Gran Rex.
- “Y UN  DÍA NICO SE FUE” (2014) Dirección General-  Gira nacional Rosario – Mar del Plata – La Plata – Venado Tuerto – Mendoza – Rafaela – Firmat – Bahía Blanca – San Juan – San Luis – Córdoba.
- "PALABRAS CON SENTIDO" (2014) Autor y Director Ricky Pashkus – CC Rojas
- “Y UN DÍA NICO SE FUE” (2014) de Osvaldo Bazán – Coreografía y Dirección General –  Ale Sergi – Marco Antonio Caponi- Tomás Fonzi y gran elenco – Reestreno Sala 25 DE MAYO.
- “SRES. & SRES. DEL MUSICAL” (2015) Teatro Gran Rex- Pepe Cibrián, Pepe Soriano, Raúl Lavié, Rodolfo Valls, Mariano Chiesa, Germán Tripel, entre otros.
- “AUSENTE CON AVISO” (2015) Autor y Director Ricky Pashkus – CC Rojas –  Música Leandro Becker  –  CoreografÍa Marina Svartzman.
- “BOLLYWOOD 2” (2015) Estreno 19 julio en Centro Cultural Borges Dirección Gral. Ricky Pashkus.
- “AUSENTE CON AVISO” (2015) Ensayos.
- “TIEMPOS RELATIVOS” (2015) Teatro Picadilly –  Escrita y dirigida por  Ricky Pashku. Con Pepe Cibrián Campoy.
- “NOCHE CORTA” (2015) Estreno – Alejandro Paker, Lili Popovich, Florencia Benítez, Patricio Sauc, Bruno Delucchi, Marcelo Moguilevsky, Facundo Mazzei. Dirigido por Ricky Pashkus – Teatro Apolo.
- “BOLLYWOOD2” (2015) Coreografía de CHET Walker estreno 15 de abril  Compañía de Teatro Musical Juvenil Sala 25 de mayo. Dirección  de Compañía Ricky Pashkus.
- “YIYA EL MUSICAL” (2015) Con Karina K y Tomás Fonzi. Osvaldo Bazán, Ale Sergi y Ricky Pashkus.
- “NOCHE CORTA” (2015) Función especial – Invitada Patricia Sosa 19 de octubre. Teatro Astral.
- “DAMAS Y SRES. DEL MUSICAL” (2015) Con idea original y dirección general de Ricky Pashkus y Pablo Gorlero y producción general de Leo Cifelli, “Damas y Sres. del Musical” es una oportunidad única para disfrutar del talento de estas inevitables referentes de un género que crece día a día en nuestro país, con clásicas y nuevas producciones, miles de espectadores y cientos de artistas destacados.
- “90 AÑOS DE MUSICALES CON LOS MEJORES” (2016) en la Argentina en el Teatro Nacional – Con Alberto Favero, Florencia Otero, Natalia Cociuffo, Karina K y 50 artistas. Celebración  de los 90 años del estreno de la primera comedia musical en Argentina  Dirección General con Pablo Gorlero
- “DESASOSEGADOS” (2016) Libro y Dirección General- Televisión Pública y Centro Cultural Rojas.
- “ONDULANTES” (2016) de Eugenia Gil Rodríguez, estreno de la Compañía de  Teatro Musical Juvenil en el Galpón de Guevara.
- “TIEMPOS RELATIVOS” (2016) Reposición Teatro La Comedia.
- “NOCHE CORTA” (2016) Reposición Teatro Astros – Invitada Juana Viale.
- “LA SELECCIÓN DEL MUSICAL” (2016) Dirección General- Teatro Nacional.
- “YIYA, EL MUSICAL” (2016) de Osvaldo Bazán y Ale Sergi – Dirección General – Karina K, Tomás Fonzi, Fabián Gianola, Patricio Contreras – Teatro El Nacional.
- “HOMBRE VIAJANDO EN TAXI” (2016) de Leonel Giacometto, Nico Cota y Facundo Mazzei. Actores: Elías Viñoles, Christian Sancho, Martín Urbaneja y Nahuel Mutti Centro Cultural San Martín – Dirección General.
- “HOMBRE VIAJANDO EN TAXI” (2017) Francisco Andrade, Christian Sancho, Walter Bruno, Martín Urbaneja – Dirección general Ricky Pashkus
- “Y UN DÍA NICO SE FUE 2017” (2017) con Germán Tripel y Franco Masini. Libro: Osvaldo Bazán Dirección General: Ricky Pashkus Música: Ale Sergi
- Gira 2017 por los Festivales folklóricos de verano presentando a los ganadores  de Argentina Baila 2016
- “PRESENTE CONTINUO” (2017)  CC rojas – Dirección GENERAL
- “GUIDO CONCERT” (2017) Dirección Gral – Metropolitan  -Concierto show  de Guido Zaffora
- “Y UN DÍA NICO SE FUE” (2017) Galpón de Guevara – Franco Masini y Germán Tripel  – Dirección general.
- “NOCHE CORTA” (2017) Reposición – Galpon de GUEVARA – Facundo Mazzei – Cecilia FIGAREDO.
- “LA NOCHE DE LA DANZA” (2018) Teatro Colón: Espectáculo principal  para G20 – Tierra de Talentos. Presencia de los 20 Presidentes del G20. Rol: Dirección General
- Asesoramiento a la versión ecuatoriana de “Y un día Nico se fue”. (2018)
- Comienzo de gira por el país para convocar a nuevos valores para la tercer temporada de Argentina Baila – Santa Cruz, Entre Ríos, Tucumán, Corrientes y Santa Fe.(2018)
- Asesoramiento para el montaje y viaje a Tucumán de “…Y un día Nico se fue”. (2018)
- Asesoramiento para el montaje y viaje a Guayaquil Ecuador  de “…Y un día Nico se fue”. (2018)
- Gira por los festivales 2018 – Segunda gira del Ballet Federal Argentina Baila Cosquín Yokavil Chamamé La Salamanca y más. (2018)
- KINKY BOOTS (2020) - Estrena kinky Boots – Dirección gral y Producción por Ricky Pashkus. Protagonizada por Martin Bossi – Fernando Dente

- Regresa Chorus in line al teatro astral en el 2021  Dirección gral y Producción por Ricky Pashkus
- Regresa Te quiero, sos perfecto, cambiá al teatro astral en el 2021  Dirección gral y Producción por Ricky Pashkus
- 2021 LA FIESTA DE LOS CHICOS
- 2022 KINKY BOOTS EN MADRID
- 2022 Re estreno Kinky Boots Argentina.
- 2022 Re estreno Kinky Boots España.
- 2024 "Mamma Mia!". Dirección General.[7]
- 2024 "Dios es Argentino". Dirección General. Próximamente, anunciado con Coco Sily como protagonista.[8]
- 2025 "Pretty Woman". Dirección General. Próximamente, anunciado con Florencia Peña como protagonista.[9]

## Televisión
- 1985
  - “TATUS” TV Canal 13 con Tato Bores. Coreografía. Programa de Carlos Perciavalle TV Canal 11. Coreografía.
- 1986
  - “LOS PAPPENHEIMER” TV ATC en coproducción con TRANSTEL de Alemania. Puesta en escena y coreografía.
  - "KOLITAS TV CBS." Coreografía.
- 1989
  - “VIVITOS Y COLEANDO” Coreografía. Dirección: Hugo Midón. TV ATC y Teatro Metropolitan.
- 1992
  - “TATO DE AMÉRICA” Coreografía. Canal 13.
- 1996
  - “CAUSA COMÚN” con María Laura Santillán. Apertura del programa. Canal 13. Coreografía. Conferencia Teatro Musical. Coincidencias y diferencias entre EE. UU. y Argentina. Fondo Nacional de las Artes – Auspiciado por la Embajada de EE. UU. Disertantes: Rob Ashford – Ricky Pashkus.
- 1997
  - “CAUSA COMÚN” con María Laura Santillán. Apertura del programa con Julio Bocca. Coreografía y puesta en escena. Canal 13.
- 1998
  - “CAUSA COMÚN” con  María Laura Santillán. Show Presentación con  Julio Bocca. Canal  13. Coreografía y puesta en escena.
- 1999
  - “EN TODAS PARTES SE CUECEN HABAS”. Apertura del programa con Enrique Pinti. Canal Volver.
  - “CAUSA COMÚN” con María Laura Santillán. Apertura del programa con Julio Bocca. Canal 13. Coreografía y puesta en escena.
- 2000
  - “CHANDON” Presentación Producto. Museum. Dirección General.
- 2001
  - “LA CAJITA SOCIAL CLUB” Canal 13. Coreografía. Dirección de Alejandro y Sebastián Borensztein.
- 2006
  - “PUBLICIDAD QUINI6  Agencia Krakatoa Coreografía. Protagonista Enrique Pinti
  - “UN, DOS, TRES, CUA…” CANAL A. Productora Al margen TV. Martes 21.00 hs Conducción. El programa de Canal A dedicado al mundo de la Comedia musical en la Argentina.
- 2007
  - “ISADORA” Coreografía para Elenora Cassano. Música A Mahler. ATC. Abril 2007.
  - “HIGH SCHOOL MUSICAL”  Programa TV Ideas del Sur & Disney. Puesta en escena, coreografía y proyecto educativo.
- 2008
  - “HAIRSPRAY” PROGRAMA TV ELIGIENDO A TRACY Jurado.
- 2012
  - “QUITAPENAS” Telefe – Participación actoral
  - “PREMIOS HUGO en la  CALLE CORRIENTES: Los Musicales al aire libre” 2ª EDICIÓN – 15 de abril – Cerrito y Corrientes – Creación junto a Pablo Gorlero y Dirección General.
- 2013
  - “EL ARTISTA DEL AÑO” Jurado junto a la Sra. Nacha Guevara  Canal 13 – Conducción Mariana Fabbiani.
  - “EL BAILE FINAL – CANAL QUIERO” Jurado con Vanina Escudero.
- 2014
  - “BAILEMOS TODOS” – Movida para la celebración, la convivencia y el respeto de las diferencias –   República Argentina con Juan Carr – 8 de diciembre• EL **“EMPRENDEDOR – JURADO” Programa de búsqueda de emprendedores – REALITY con Andy Freire y Pia Slapka – Conduce Juan  Marconi.
- 2015
  - “SERIE INTERNACIONAL TV ROSE” Coreografía – Tráiler
  - Segunda Edición  “BAILEMOS TODOS” Hospital Garrahan
- 2016
  - “ARGENTINA BAILA” certamen de danza folklórica federal- Director Artístico
- 2017
  - “ARGENTINA BAILA” Tv Pública – Tecnópolis Federal – Dirección Artística
  - Tecnópolis  TV PÚBLICA Sistema Federal de Medios y Contenidos Públicos.
  - Gira 2017 por los Festivales folklóricos de verano presentando a los ganadores  de Argentina Baila 2016.
- 2018
  - Segundo año de presencia de la Peña de Argentina Baila en Tecnópolis, Dirección General.
  - 28 de noviembre  Dirección del lanzamiento del documental = IMPRESIONANTE CHINA  Y ARGENTINA- CCK – TELEVISIÓN PÚBLICA – TELEVISIÓN CHINA.
  - 23 de noviembre – EMISIÓN POR TV PÚBLICA de la celebración del Primer Año Entrega  PREMIOS CHUCARO.
  - Argentina Baila  3 versión Director general.
  - Comienzo de gira por el país para convocar a nuevos valores para la tercer temporada de Argentina Baila – Santa Cruz, Entre Ríos, Tucumán, Corrientes y Santa Fe.
  - Gira por los festivales 2018 – Segunda gira del Ballet Federal Argentina Baila Cosquín Yokavil Chamamé La Salamanca y más.
  - Jurado en “Una canción para la selección”, canción que acompañará a la selección Argentina – TV Pública.
- 2019
  - “UNA CANCIÓN PARA LA SELECCIÓN” Tercera edición Argentina Baila, programa diario- galas semanales dirección general- tv pública.

## Proyecto educativo
- 1990
  - LA DANZA - Seminario de Artes y Psicoanálisis Ciclo II. Organizado por el Centro de Investigación del acto creador. Dirección: Alejandro Ariel – Carlos Cobas. Auditorio Bauen. Disertantes: Alfredo Gurquel, Susana Tambutti y Ricky Pashkus.
- 1997
  - JORNADAS ARTÍSTICAS - Rol: Panelista y tallerista. Notas: Municipalidad de la Ciudad de Bs. As
- 1998
  - ESCUELA DE COMEDIA MUSICAL - Director artístico con Julio Bocca. Estudio Julio Bocca. Centro Cultural Borges
- 1999
  - SADAIC - ARGENTORES - Miembro estable delegado por Argentores.
- 2000
  - JULIO BOCCA ANDANZAS - Tucumán, Inauguración 2000.
- 2001
  - PROYECTO INTERCAMBIO - Programa de Intercambio de estudiantes. Creación y direcciónjunto a Chet Walker y Julio Bocca. Finales argentinas en el interior del país y Buenos Aires
  - ESTUDIO JULIO BOCCA - Rol: Dirección general. Notas: Inauguración en asociación con Escuela Claudio Marangoni San Isidro
- 2003
  - PRIMER SEMINARIO DE TEATRO MUSICAL - En el Camping musical de Bariloche. Dictado junto a los maestros Andrea Rossi y Juan Leyrado.
  - IUNA - Profesor Titular de la cátedra “Composición Coreográfica y Taller Coreográfico I”
- 2004
  - SEGUNDO SEMINARIO DE TEATRO MUSICAL - En el Camping musical de Bariloche. Dictado junto a al maestro Chet Walker
  - IUNA Profesor Titular de la cátedra “Composición Coreográfica y Taller Coreográfico I”.
  - IUNA Profesor Titular de la cátedra “Composición Coreográfica y Taller Coreográfico II”
  - SEMINARIO DE DANZA - En la provincia de La Rioja. Organizado por ADARI
- 2005
  - IUNA - Profesor Titular de la cátedra “Composición Coreográfica y Taller Coreográfico I”
  - IUNA - Profesor Titular de la cátedra “Composición Coreográfica y Taller Coreográfico II”
  - IUNA - Profesor Titular de la cátedra “Composición Coreográfica y Taller Coreográfico III”
  - SEMINARIOS GRATUITOS FUNDACIÓN JULIO BOCCA- PROYECTO CULTURAL PETROBRÁS - Docente. Dictados en Salta, Mendoza, Rosario, Córdoba, Bahía Blanca y General Roca
  - SEMINARIO DE DANZA CIUDAD DE CASILDA - Docente. Organizados por: Ma. Del Carmen Belga.
  - PRIMER CONGRESO DE ARTES DEL MOVIMIENTO - Departamento De Artes Del Movimiento “María Ruanova”.
  - IUNA - Panelista
- 2006
  - IUNA - Profesor Titular de la cátedra “Composición Coreográfica y Taller Coreográfico I”
  - IUNA - Profesor Titular de la cátedra “Composición Coreográfica y Taller Coreográfico II”
  - IUNA - Profesor Titular de la cátedra “Composición Coreográfica y Taller Coreográfico III”
  - IUNA - Profesor Titular de la cátedra “Composición Coreográfica y Taller Coreográfico IV”
  - IUNA - Profesor Titular de la cátedra “Composición Coreográfica y Taller Coreográfico V”
  - TERCER SEMINARIO DE TEATRO MUSICAL - En el Camping musical de Bariloche. Dictado junto a al maestro Chet Walker.
  - SEMINARIOS GRATUITOS FUNDACIÓN JULIO BOCCA - PROYECTO CULTURAL PETROBRÁS - Dictados en, Mendoza, Rosario, Córdoba, Bahía Blanca y General Roca y Tucumán. Docente.
  - SEMINARIO CIUDAD DE CASILDA, SANTA FE - 20 y 21 de mayo Teatro Libertador.
  - NOMBRAMIENTO COMO DIRECTOR - De la Compañía de Comedia Musical del Departamento de Artes del Movimiento del IUNA. Mayo 2006.
  - CLÍNICAS DE ENTRENAMIENTO EN COMEDIA MUSICAL - Venado Tuerto. 29,29 y 30 de julio. Centro Municipal.
  - SEMINARIO DE DANZA CLÁSICA Y COMEDIA MUSICAL - Rafaela. 5 y 6 de agosto. Junto a la maestra Patricia Sánchez. Teatro Lasserre.
  - CONVENIO ENTRE RADIO 10 Y FUNDACIÓN JULIO BOCCA - Jurado Becas infantojuveniles.
  - SEMINARIO - Fundación Julio Bocca – Proyecto Cultural Petrobras. Viernes 8, sábado 9 y domingo 10 de diciembre, Museo de la Nación, Lima, Perú.
  - AUDICIÓN BECA LATINOAMERICANA - Fundación Julio Bocca – Proyecto Cultural Petrobras. Domingo 10 de diciembre, Museo de la Nación, Lima, Perú.
- 2007
  - IUNA - Profesor Titular de la cátedra “Composición Coreográfica y Taller Coreográfico I”.
  - IUNA - Profesor Titular de la cátedra “Composición Coreográfica y Taller Coreográfico II”.
  - IUNA - Profesor Titular de la cátedra “Composición Coreográfica y Taller Coreográfico III”.
  - CLÍNICAS DE ENTRENAMIENTO EN COMEDIA MUSICAL - Venado Tuerto. 25, 26 y 27 de mayo. Centro Municipal.
- 2008
  - CLÍNICAS DE ENTRENAMIENTO EN COMEDIA MUSICAL - Santiago de Chile. 3 al 15 de agosto. UNIACC.
  - SEMINARIO - Fundación Julio Bocca. Sábado 19 y domingo 20 de julio. Teatro Sur, Catamarca. Declarado de Interés Cultural.
  - SEMINARIO - Fundación Julio Bocca sábado 24 y domingo 25 de mayo. Teatro Sarmiento, San Juan.
  - NY & BROADWAY - Con Continental Airlines y Ricky Pashkus. Viaje Inaugural. Coordinador de Actividades.
- 2009
  - RENUNCIA A LA DIRECCIÓN DE LA COMPAÑÍA DE TEATRO MUSICAL IUNA.
  - CLÍNICAS DE ENTRENAMIENTO EN COMEDIA MUSICAL - Santiago de Chile. 1 al 11 de septiembre. UNIACC.
- 2010
  - RENUNCIA - a la supervisión de cátedra Composición Coreográfica del IUNA.
  - CLÍNICAS DE ENTRENAMIENTO EN COMEDIA MUSICAL - Madrid, España. Junto a los maestros Julio Bocca, Silvia Bazilis, Elizabeth de Chapeaurouge y Juanjo Marco. 4 al 11 de octubre. Teatros del Canal. Docente.
  - CLÍNICAS DE ENTRENAMIENTO EN COMEDIA MUSICAL - Lima, Perú. 27 y 28 de agosto. Estudio Acorde. Docente.
  - CONGRESO INTERNACIONAL DE MUSICALES Y ÓPERAS ROCK - Artista Invitado.
- 2011
  - AUDICIONES BECA DANCE - Fundación Julio Bocca. Canal 10 De Uruguay. Jurado.
  - MÁSTER CLASS con ELENA ROGER - Elena Roger y Mirta Arrua Lichi. Sala Siranush.
- 2012
  - ENCUENTRO RED SOLIDARIA - con Juan Carr, Milo Lockett (artista plástico).
  - VIAJE A SAN SALVADOR de JUJUY 11 y 12 de agosto - Teatro Mitre. Seminario de Comedia Musical.
  - SEMINARIO BARILOCHE INVERNAL 2012 - Dirección.
  - JACOB'S PILLOW DANCE FESTIVAL - Audición marzo 2012. Ricky Pashkus.
  - TALLER EN EL CC SAN MARTÍN - En búsqueda de una expresión personal.
  - TALLER EN EL CC RICARDO ROJAS - Autogestión en el teatro musical.
  - CONSERVATE BUENO - Radio UBA. Conducción.
  - Lanzamiento revista DIVAGUE Hotel Novotel - Creador y Director de la revista. Actriz invitada Florencia Peña
  - SEMINARIO DE TEATRO MUSICAL - Rosario, Santa Fe.
  - SEMINARIO DE TEATRO MUSICAL - Casilda, Santa Fe.
  - CICLO DE CULTURA JUDÍA LIMUD BA - Disertante. Universidad Maimónides.
- 2013
  - CENATEM - MÁSTER CLASS - Tucumán.
  - CERTAMEN NACIONAL DE TEATRO MUSICAL - Recorrido por el país dando clases magsitrales gratuitas junto a Cecilia Milone y Karina K. Paraná, Mendoza, Salta, Córdoba, Mar del Plata, Neuquén, Capital Federal.
  - SABF - Clase a 100 jóvenes de todo el mundo venidos especialmente que en Argentina tendrán el acercamiento a través de esta Fundación en ITBA, al entrenamiento con Ricky Pashkus. 10 de agosto de 2013.
  - CENATEM - Certamen Nacional de Teatro Musical. Jurados: Ana María Cores, Laura Oliva, Diego Jaraz, Gaby Goldman, Pablo Gorlero, Pablo Sirvén, Cecilia Milone y otros. Presidente y Jurado Ricky Pashkus.
  - EN BÚSQUEDA DE LA MEJOR OBRA DE TEATRO MUSICAL - Giras por el país. 12 de abril. Paraná.
  - JACOB'S PILLOW DANCE FESTIVAL - Audición. Marzo.
  - NUEVA AUDICIÓN DE LA CÍA. DE TEATRO MUSICAL JUVENIL - Dirección Ricky Pashkus.
  - CENATEM CERTAMEN NACIONAL DE TEATRO MUSICAL LANZAMIENTO 5 de marzo - Ministerio de Cultura. Mtro. Hernán Lombardi. Jurado: Gaby Goldman, Diego Jaraz, Diego Corán Oria, Laura Oliva, Ana María Cores, Cecilia Milone, Pablo Gorlero, Pablo Sirvén. Idea, creación y presidente del Jurado: Ricky Pashkus.
  - SEMINARIO INTENSIVO DE TEATRO MUSICAL EN BARILOCHE 2013 - Creador y Director
- 2014
  - LEGISLATURA PORTEÑA - por unanimidad declara de Interés Cultural a la Asociación Premios Hugo.
  - CURSO EN EL ROJAS - Entrenamiento y creación en el Teatro musical.
  - CURSO TEMPE TEATRO MUSICAL PROYECTO EDUCATIVO - En Villa 20.
  - CAMPING MUSICAL BARILOCHE 2014 - Ricky Pashkus y Chet Walker.
- 2015
  - SIGA EL JAZZ - MÁSTER CLASS - Charla debate. Ciudad de Pergamino. Clases de Teatro Asociación Argentina de Actores. Charla abierta y Workshop teatral. Casa Rosario BA. Centro Cultural Rojas. Entrenamiento y creación de una obra de teatro musical por Ricky Pashkus.
  - MAYO - Composición Coreográfica en el teatro musical: Taller para actores, bailarines, cantantes, músicos y coreógrafos interesados en la creación coreográfica específicamente aplicada al teatro musical.
  - SEMINARIO DE TEATRO MUSICAL, JAZZ Y HIP HOP - Con Chet Walker Provincia de Córdoba.
  - MÁSTER CLASS - Córdoba Escuela de Comedia Musical Córdoba de Gustavo Rodríguez. Agosto.
- 2016
  - CLASES MAGISTRALES - en Posadas, Misiones junto a Margarita Fernández.
  - MÁSTER CLASS - Uruguay.
- 2017
  - WORKSHOP - Taller de preparación workshop – Obra de Sergi y Bazán – La película del Hotel.
- 2018
  - CLASES EN TEATRO EL CÍRCULO - 7 de septiembre – Clases en Teatro El Círculo, Rosario Disertante y apertura del primer encuentro de teatro en Casilda.
  - PROGRAMA DE ENTRENAMIENTO INTEGRAL - Comienzo de Programa de Entrenamiento Integral en SAGAI.
  - SEMINARIO - Centro Cultural Rojas – Seminario de Gestión de Entrenamiento y Montaje de una Obra.
  - SEMINARIO - Seminario de Teatro Musical en Tucumán para lanzar la puesta de “…Y un día Nico se fue” en Tucumán.
  - SEMINARIO - Centro Cultural Rojas – Seminario de Gestión de Entrenamiento y Montaje de una Obra.
  - ENTRENAMIENTO - Compañía de Teatro Musical Juvenil – Entrenamiento.
- 2020
  - Instituto Argentino de Musicales, Inauguración 2021, Nacimiento del proyecto e Inscripción Dirección general junto a Fernando Dente y  Rimas Sa.
  - Premios Chucaro, Ciclo de seminarios Digitales, Cenamten Certamen de dramaturgia.Entrega de premios Marzo 2021
  - Premios Chúcaro,comienzan los seminarios  digitales a nivel nacional
  - Argentina Baila, comienza el Seminario Nacional sobre herramientas vitales
  - Premios Hugo comienza el seminario nacional sobre teatro musical a través de SE.TE.M
- 2021
  - Instituto Argentino de Musicales, Inauguración 2021, Nacimiento del proyecto e Inscripción. Dirección general junto a Fernando Dente y  Rimas Sa.

## Fundación
- CREACIÓN DE COMPAÑÍA DE DANZAS RICKY PASHKUS (1991)
- NUEVO BALLET ARGENTINO (2009) Dirección General junto a Julio Bocca. Asistente Vanesa García Millán.
- REVISTA DIVAGUE (2012) Creación de la primera revista mundial dedicada al Teatro Musical. Edición Digital.
- Creación COMPAÑÍA DE TEATRO MUSICAL JUVENIL (2012) Creador y Director General.
- CREACIÓN DE “PREMIOS HUGO FEDERAL” (2017) Sedes Mar del Plata, Santa Fe, Tucumán, Córdoba, La Plata, Bahía Blanca, Paraná, Gran Buenos Aires, Rosario y Mendoza, junto a Pablo Gorlero.
- PREMIOS CHÚCARO (2018) Creación de los PREMIOS CHÚCARO a la  DANZA FOLKLÓRICA.
- CHORUS LINE (2018) Compra de derechos de Chorus Line.
- ACADEMIA TALLER DE ENTRENAMIENTO Y FORMACIÓN PARA BAILARINES (2019) Creación de la Academia  Taller de Entrenamiento y formación  para bailarines  de Argentina Baila.
- REVISTA DIVAGUE – Dedicada al Teatro Musical Número 1 de la segunda etapa (2020)
- Set ciclo de entrevistas televisivas a grandes actores a beneficio de la casa del teatro
- Creación de la página web club kinkymania
- Instituto Argentino de Musicales, Inauguración 2021, Nacimiento del proyecto e Inscripción Dirección general junto a Fernando Dente y Rimas Sa.

## Actuaciones como jurado
- TRINIDAD GUEVARA (1999) Miembro del jurado premio a la labor teatral 1999 en representación de Argentores.
- TALIANISSIMA (1999) Apertura programa de Donato de Santis Fox Channel
- TRINIDAD GUEVARA (2000) Miembro del jurado premio a la labor teatral 2000 en representación de Argentores.
- TRINIDAD GUEVARA (2001) Miembro del jurado premio a la labor teatral 2001 en representación de Argentores.
- CONCURSO DE CANTO (2001) Organizado por la Fundación Julio Bocca y el Centro Cultural Borges. Presidente del Jurado.
- PREMIO CLARÍN AL ESPECTÁCULO (2002) Jurado de honor en Danza.
- CONCURSO DE CANTO (2002) Organizado por la Fundación Julio Bocca y el Centro Cultural Borges. Presidente del Jurado.
- GRAN LATINOAMERICANO DE LA DANZA (2003) Jurado de honor. Provincia de Córdoba.
- PREMIO CLARÍN AL ESPECTÁCULO (2003) Jurado de honor en Danza.
- CONCURSO DE CANTO (2003) Organizado por la Fundación Julio Bocca y el Centro Cultural Borges. Presidente del Jurado.
- PREMIO ARGENTORES (2004) a la Producción Autoral 2002-2003. Jurado.
- CONCURSO DE CANTO (2004) Organizado por la Fundación Julio Bocca y el Centro Cultural Borges. Presidente del Jurado.
- PREMIO CLARÍN AL ESPECTÁCULO (2004) Jurado de honor en Danza.
- PREMIO CLARÍN AL ESPECTÁCULO (2005) Jurado de honor en Danza.
- VIII Festival Buenos Aires Tango Sec.de Cultura de la Cdad. de Buenos Aires (2006) Miembro del Comité de Selección
- PREMIO CLARÍN AL ESPECTÁCULO (2007) Jurado de honor en Danza.
- PREMIO CLARÍN AL ESPECTÁCULO (2008) Jurado de honor en Danza.
- PREMIO REVISTA XXIII (2009) Jurado.
- PREMIO CLARÍN AL ESPECTÁCULO (2009) Jurado de honor en Danza 2008

## Cine
| Año  | Película                                       | Rol                     | Notas |
| ---- | ---------------------------------------------- | ----------------------- | --- |
| 1986 | PINOCHO                                        | Coreografía             | Con Soledad Silveyra                                                                                       |
| 1990 | AQUÍ NO PODEMOS HACERLO - VERSIÓN VIDEOGRÁFICA | Coreografía             | Dirección Pepe Cibrián                                                                                     |
| 1990 | VIVITOS Y COLEANDO - VERSIÓN VIDEOGRÁFICA      | Coreografía             | Dirección Gabriel Arbós                                                                                    |
| 2003 | EL DÍA QUE ME AMEN                             | Coreografía y actuación | Film de Pol-Ka. Dirección: Daniel Barone.                                                                  |
| 2004 | LA SUERTE ESTÁ ECHADA                          | Puesta en escena        | Film producido por Patagonik Films. Dirección: Sebastián Borensztein.                                      |
| 2004 | CERVEZA CRUZ CAMPO                             | Coreografía             | Publicidad España. Productora Peluca Films. Coreógrafo: Vincent Paterson                                   |
| 2013 | AMAPOLA                                        | Coreografía             | Film dirigido para 20º Century Fox. Eugenio Zanetti coreógrafo con Geraldine Chaplin, Elena Roger y otros. |

## Distinciones
| Año  | Distinción                                                           | Motivo                                                                                                 |
| ---- | -------------------------------------------------------------------- | --- |
| 2001 | Galerías Pacífico                                                    | Mejor coreografía.                                                                                     |
| 2006 | Declarado ciudadano ilustre                                          | De la Ciudad de Casilda, Provincia de Santa Fe. Mayo 2006.                                             |
| 2014 | Premios Hugo                                                         | LEGISLATURA PORTEÑA – Declaración de Interés Cultural a PREMIOS HUGO en la Legislatura por unanimidad. |
| 2014 | Premios Hugo                                                         | Concejo Municipal de Rosario declara a “Y UN DÍA NICO SE FUE” de Interés Municipal.                    |
| 2014 | Personalidad destacada de la cultura                                 | Nombrado por UNANIMIDAD por la LEGISLATURA porteña. 6 diciembre.                                       |
| 2015 | Personalidad destacada de la cultura                                 | Nombramiento por unanimidad en la Legislatura de la Ciudad Autónoma de Buenos Aires.                   |
| 2016 | Declarado ciudadano ilustre                                          | De la Ciudad de Casilda, Provincia de Santa Fe. Mayo 2006                                              |
| 2016 | Visitante ilustre                                                    | Nombrado por el Concejo Deliberante de Gualeguaychú                                                    |
| 2017 | Declaración de interés cultural a la semana de teatro independiente. | Nombramiento por la Legislatura de la Ciudad de Buenos Aires.                                          |

## Premios
| Año  | Premio                                                         | Categoría                                                   | Trabajo nominado                              |
| ---- | -------------------------------------------------------------- | ----------------------------------------------------------- | --------------------------------------------- |
| 1996 | Premios ACE                                                    | Mejor Coreografía                                           | “La Cassano en el Maipo” y “Haceme Bolsa”     |
| 1997 | Premio Trinidad Guevara                                        | Nominación Mejor Coreografía                                | “La Cassano en el Maipo”                      |
| 1997 | Premio ACE                                                     | Nominación Mejor Coreografía                                | “Cassano Dancing” y “Stan y Oliver”           |
| 1998 | Premio ACE                                                     | Mejor Coreografía                                           | “Pinti canta las 40 y el Maipo cumple 90”     |
| 2000 | Premio ACE                                                     | Nominación Mejor Coreografía                                | “Pericón.com.ar”                              |
| 2002 | Premio ACE                                                     | Mejor espectáculo infantil                                  | “Mi bello dragón”                             |
| 2002 | Premio ACE                                                     | Mejor espectáculo de humor                                  | “Candombe Nacional”                           |
| 2002 | Premio Teatro del Mundo otorgado por la UBA                    | Nominación a Mejor espectáculo infantil                     | “Mi bello dragón”                             |
| 2002 | Premio Clarín al espectáculo                                   | Mejor espectáculo de revista                                | “Candombe Nacional”                           |
| 2003 | Diploma de honor otorgado por el Consejo Argentino de la Danza | En mérito a su labor artística y docente                    |                                               |
| 2003 | Premio Clarín al espectáculo                                   | Mejor espectáculo de revista                                | “Candombe Nacional”                           |
| 2005 | Premio ACE                                                     | Dirección de musical                                        | “Los Productores”                             |
| 2006 | Premios Estrella de Mar                                        | Dirección de musical                                        | “Los Productores”                             |
| 2006 | Nominación Premio Florencio Sanchez                            | Espectáculo Musical                                         | “Houdini”                                     |
| 2007 | Premio ACE                                                     | Nominación Mejor Coreografía                                | “Pingo Argentino”                             |
| 2007 | Premio ACE                                                     | Nominación Director de Comedia                              | “La Jaula de Las Locas”                       |
| 2007 | Premio ACE                                                     | Mejor espectáculo de humor                                  | “Pingo Argentino”                             |
| 2008 | Premio Clarín al espectáculo                                   | Mejor espectáculo musical                                   | “HAIRSPRAY”                                   |
| 2008 | Premio ACE                                                     | Nominación Mejor Director                                   | “HAIRSPRAY”                                   |
| 2008 | Premios Estrella de Mar                                        | Nominación Mejor Comedia                                    | “La Jaula de las Locas”                       |
| 2009 | Premios Clarín                                                 | Nominación Mejor Espectáculo del Circuito Privado           | Souvenir                                      |
| 2009 | Premio ACE                                                     | Nominación Mejor Director Espectáculo musical               | “El Joven Frankestein”                        |
| 2009 | Premio ACE                                                     | Nominación Mejor espectáculo musical                        | “El Joven Frankestein de Mel Brooks (Astral)” |
| 2009 | Premio ACE                                                     | Nominación Mejor Director Comedia                           | “Souvenir”                                    |
| 2009 | Premio ACE                                                     | Nominación Mejor Comedia                                    | “Souvenir”                                    |
| 2010 | Premio ACE                                                     | Nominación Mejor espectáculo de Music Hall y/o Café Concert | “Musicool”                                    |
| 2010 | Premio ACE                                                     | Nominación Mejor espectáculo de Music Hall y/o Café Concert | “Antes de que me olvide”                      |
| 2010 | Premio Hugo                                                    | Mejor espectáculo de Music Hall y/o Varietés.               | “Antes de que me olvide”                      |
| 2010 | Premio Hugo                                                    | Nominación Mejor musical off                                | “Musicool”                                    |
| 2010 | Premio ACE                                                     | Nominación Mejor Director Espectáculo musical               | “El Joven Frankestein y Souvenir”             |
| 2010 | Premio Hugo                                                    | Nominación Mejor Director musical off                       | “Musicool”                                    |
| 2010 | Premio Hugo                                                    | Nominación Mejor Infantil Musical                           | “Mi Bello Dragón”                             |
| 2011 | Premios Estrella de Mar                                        | Espectáculo de Humor Grupal                                 | “Antes que me olvide”                         |
| 2011 | Premio ACE                                                     | Mejor director Espectáculo Musical                          | “Sweeney Todd”                                |
| 2011 | PREMIO DAIDA                                                   | A la promoción artística Fundación Julio Bocca              |                                               |
| 2011 | MENCIÓN CLUB DE LEONES                                         | Fundación Julio Bocca                                       |                                               |
| 2011 | Premio Hugo                                                    | Nominación Director Musical                                 | “SweeneyTodd”                                 |
| 2011 | Premios Hugo                                                   | Nominación Director de Actores                              | “SweeneyTodd”                                 |
| 2012 | Premios Trinidad Guevara                                       | Nominación Mejor Coreografía                                | “NOCHE CORTA”                                 |
| 2016 | Nominación Premios Ace                                         | Mejor Actriz Protagónica                                    | “Karina K”                                    |
| 2016 | Nominación Premios Ace                                         | Mejor Coreografía                                           | “Alejandro Ibarra”                            |
| 2016 | Nominación Premios Ace                                         | Mejor Vestuario                                             | “Sofía Di Nunzio”                             |
| 2016 | Nominación Premios Ace                                         | Mejor Dirección Musical                                     | “Ricky Pashkus”                               |
| 2016 | Nominación Premios Ace                                         | Mejor Música Original                                       | “Ale Sergi”                                   |
| 2016 | Nominación Premios Ace                                         | Mejor Musical                                               | “Yiya, El Musical”                            |

## Eventos
| Año  | Evento                                                                                                | Rol | Notas |
| ---- | --- | --- | --- |
| 1990 | MODA–TELA–TALENTO V                                                                                   | Puesta coreográfica, Muestra de Jóvenes Diseñadores de Alpargatas                                                             | Teatro Astral. |
| 1991 | GIESSO Desfile                                                                                        | Show. Puesta en escena. | Sociedad Rural Argentina. |
| 1991 | PALETTE Desfile                                                                                       | Show. Puesta en escena. | Sheraton Hotel. |
| 1991 | L´OREAL Desfile                                                                                       | Show para su producto Studio Line. Puesta en Escena.                                                                          | Hippopotamus. |
| 1991 | LOOK OF THE YEAR Desfile                                                                              | Show. Puesta en escena. | Hippopotamus. |
| 1992 | HANES Desfile                                                                                         | Show. Puesta en escena. | Hipódromo de San Isidro. |
| 1992 | PALETTE Desfile                                                                                       | Show. Coreografía. | Blades. |
| 1993 | DESFILE L Y U                                                                                         | Dirección general | Teatro Municipal Gral. San Martín. |
| 1993 | SIEMENS                                                                                               | Coreografía.Presentación Sistema Telefónico “HICOM”.                                                                          | Hotel Caesar Park. |
| 1993 | FESTEJO POR LOS 10 AÑOS DE LA RECUPERACIÓN DE LA DEMOCRACIA                                           | Coordinación general. | Teatro Luna Park. |
| 1993 | ALPARGATAS                                                                                            | Coreografía | Desfile presentación Casa Central. |
| 1993 | PACHA                                                                                                 | Dirección general | Fiesta Inauguración de Discoteca Pacha en Buenos Aires. |
| 1993 | PALETTE                                                                                               | Coreografía | Vídeo presentación colección. |
| 1995 | FIESTA NACIONAL DEL MAR                                                                               | Dirección Artística | Mar del Plata. |
| 1997 | FESTIVAL DE TEATRO DE BS AS                                                                           | Coreografía | Comercial de presentación del Festival. |
| 1997 | PROTEGES FESTIVAL Washington, EE. UU..                                                                | Dirección artística de compañía.                                                                                              | Ballet Argentino de la Fundación Julio Bocca |
| 1997 | CHANDON                                                                                               | Dirección General | Presentación nuevo Champagne Rosé. Julio Bocca, Eleonora Cassano y Hernán Cornejo. Hipódromo de San Isidro.                                                                           |
| 1997 | MUNDIAL ´98                                                                                           | Coreografía | Presentación para licenciatarios World Sports |
| 1997 | BOCCA EN BOCA                                                                                         | Dirección general | Presentación de sus obras coreográficas “Casta Diva” y ”Ángel Eterno” |
| 1997 | ASSIST – CARD                                                                                         | Coreografía | Convención festejo de fin de año. Costa Salguero. |
| 1998 | CAUSA COMÚN                                                                                           | Coreografía y puesta en escena.                                                                                               | Show Presentación con Julio Bocca. Canal 13. |
| 1998 | WITCEL NEW PRODUCT CONQUEROR                                                                          | Dirección general | Presentación. Centro Cultural Borges. |
| 1998 | INAUGURACIÓN SHOPPING ABASTO                                                                          | Dirección general | Gala de Apertura. |
| 1998 | CONSPIRACIÓN ENTRE LA DANZA Y LA MODA                                                                 | Coreografía | Centro Cultural Borges. |
| 1998 | COAS                                                                                                  | Dirección general | Baile Anual. |
| 1999 | PREMIOS CÓNDOR 1998                                                                                   | Dirección Artística. | Teatro Maipo. |
| 1999 | CENA ANUAL FUNDACIÓN TZEDAKA                                                                          | Dirección general | Hotel Sheraton. Invitado Especial: Luciano Pavarotti. |
| 1999 | DIVIDEO                                                                                               | Dirección general | Evento Promocional. Eleonora Cassano. Palais de Glace. |
| 2000 | JACOB’S PILLOW DANCE FESTIVAL                                                                         | | Invitación de los maestros CHET WALKER y JONATHAN PHELPS |
| 2000 | CHANDON                                                                                               | Dirección general | Presentación Producto. Museum. |
| 2000 | PRIMAVERA EN EL BORGES                                                                                | Dirección general | Festejo primaveral Galerías Pacífico y Centro Cultural Borges. |
| 2001 | JACOB’S PILLOW DANCE FESTIVAL                                                                         | El festival otorga una beca.                                                                                                  | Ganadora: Julieta Carbonel. |
| 2001 | ASOCIACIÓN ARGENTINA DE ACTORES                                                                       | Dirección general | Celebración 82° Aniversario. Señor Tango. |
| 2001 | VENÍ CON HISTORIAS                                                                                    | Dirección General | Certamen Juvenil de Teatro en Galerías Pacífico |
| 2001 | REVISTAS DEL MUNDO                                                                                    | Coreografía | Congreso Hotel Hilton. |
| 2001 | TEATRO EL PICADERO                                                                                    | Dirección genera | Fiesta Inauguración. |
| 2003 | FUNCIÓN A BENEFICIO DE LA FUND. JULIO BOCCA                                                           | Julio Bocca, Eleonora Cassano y becarios                                                                                      | Teatro Opera |
| 2003 | CENAS TEMÁTICAS CON ELEONORA CASSANO                                                                  | Dirección general | Hotel Conrad. |
| 2003 | AVÓN                                                                                                  | Dirección general | Hotel Costa Galana, Mar del Plata. |
| 2003 | AVÓN                                                                                                  | Dirección general | Presentación Anew Ultimate. Compañía Internacional de Teatro Musical. |
| 2003 | NAVIDAD EN GALERÍAS                                                                                   | Dirección general | Festejo navideño en Galerías Pacífico y C. C. Borges. |
| 2004 | PRESENTACIÓN DEL LIBRO ``El silencio del final. Nuevos cuentos en serio``                             | Dirección general | Teatro Maipo. Narrador:Jorge Marrale |
| 2004 | ELSA SERRANO                                                                                          | Dirección general | Teatro Maipo |
| 2005 | APERTURA PREMIOS TRINIDAD GUEVARA                                                                     | Presentación Escuela de Danza clásica y Comedia Musical Julio Bocca – Ricky Pashkus                                           | Teatro General San Martín |
| 2007 | GRAND HOTEL                                                                                           | Dirección general | Presentación lanzamiento. Hotel Holiday Inn. San Pedro Sula Honduras. |
| 2007 | Presentación lanzamiento. Hotel Holiday Inn. San Pedro Sula Honduras                                  | | Luna Park. |
| 2008 | GRAN NOCHE MUSICAL YAMAHA                                                                             | Dirección general | Lito Vitale, Banda Sinfónica de la Facultad de Filosofía y Letras. Teatro Maipo. |
| 2008 | FESTEJÓ 100 AÑOS TEATRO MAIPO                                                                         | Coordinación General. | Norma Aleandro, Julio Bocca, Antonio Gasalla, Les Luthiers, Enrique Pinti. |
| 2009 | PREMIOS HUGO AL TEATRO MUSICAL                                                                        | Primera Entrega. | Teatro Maipo. |
| 2009 | HOTEL NOVOTEL                                                                                         | Dirección general y producción                                                                                                | Inauguración. Antigua Jazz Band, Alberto Favero, Andrea Frigerio. |
| 2009 | PREMIOS HUGO                                                                                          | | 1ra entrega de ternas. Hotel Novotel. |
| 2009 | CUMPLEAÑOS ENRIQUE PINTI                                                                              | Dirección y organización general.                                                                                             | Salguero Plaza. 7 de octubre. |
| 2009 | FIESTA DE LA PRIMAVERA                                                                                | Dirección y organización general                                                                                              | Farmacia Razer. Cabildo y Juramento. |
| 2009 | MUSICOOL                                                                                              | Dirección general | Fernando Dente, Vanesa Butera, Agustina Vera. Velma Café. |
| 2011 | PREMIOS HUGO EN CALLE CORRIENTES                                                                      | Dirección General. | 12 de junio. Cerrito y Corrientes. Creación junto a Pablo Gorlero |
| 2011 | 2ª ENTREGA DE TERNAS PREMIOS HUGO                                                                     | | Hotel Novotel. |
| 2011 | SEGUNDA ENTREGA PREMIOS HUGO                                                                          | Dirección General. | 25 de octubre. Teatro Presidente Alvear. Creación junto a Pablo Gorlero. |
| 2011 | APERTURA COPA AMÉRICA                                                                                 | Coreografía y supervisión de puesta en escena.                                                                                | Estadio Único de La Plata. |
| 2011 | EL CISNE NEGRO                                                                                        | Participación alumnos. | Avant Premiere. Fox Films. Cinemark Palermo. |
| 2011 | PREMIOS HUGO EN CALLE CORRIENTES                                                                      | Organizador y conductor junto a Pablo Gorlero.                                                                                | 4ta edición. Espectáculo que reúne a todos los musicales en una fiesta gratuita y al aire libre.                                                                                      |
| 2011 | SOUVENIR FESTIVAL DE TEATRO CERVANTINO DE AZUL                                                        | | Dirección General. |
| 2011 | SOUVENIR FESTIVAL DE TEATRO DE RAFAELA                                                                | | Dirección General. |
| 2012 | GIRAS MÍNIMAS                                                                                         | | Giras auspiciadas por el Gobierno de la Provincia de Buenos Aires para desarrollar charlas inspiracionales junto a Nacha Guevara Lito Vitale Eleonora Wexler Víctor Laplace y otros.. |
| 2012 | TERCERA ENTREGA PREMIOS HUGO                                                                          | Creación y dirección general junto a Pablo Gorlero                                                                            | Teatro Presidente Alvear |
| 2012 | VACACIONES DE TEATRO EN AV CORRIENTES                                                                 | Presentación de las obras infantiles en cartel convocadas por GCBA. Gestión, producción y conducción.                         | |
| 2012 | Presentación de las obras infantiles en cartel convocadas por GCBA. Gestión, producción y conducción. | | 3ra. Entrega de ternas – Hotel Novotel. |
| 2012 | PREMIOS HUGO EN CALLE CORRIENTES, LOS MUSICALES AL AIRE LIBRE                                         | Creación y dirección general junto a Pablo Gorlero                                                                            | 2ª EDICIÓN. Cerrito y Corrientes. |
| 2012 | FESTIVAL SOLIDARIO EN LA PLATA                                                                        | | Por los inundados. 7 de abril. |
| 2013 | ESPACIO MUJER                                                                                         | Dirección general | Show con Gloria Carrá, Sandra Guida, Antonela Cirillo, Karina K y Alberto Favero. La Rural.                                                                                           |
| 2013 | CEREMONIA PREMIOS HUGO AL TEATRO MUSICAL - FIESTA Y GALA                                              | Cocreador junto a Pablo Gorlero                                                                                               | Teatro Astral. |
| 2013 | CUARTA ENTREGA PREMIOS HUGO                                                                           | Creación y dirección general junto a Pablo Gorlero                                                                            | Hotel Novotel. |
| 2013 | EL TEATRO HACE BIEN                                                                                   | | Teatro Alvear |
| 2013 | PREMIOS HUGO en la CALLE CORRIENTES: Los Musicales al aire libre                                      | Creación y dirección general junto a Pablo Gorlero                                                                            | 3ª EDICIÓN. Cerrito y Corrientes. |
| 2014 | PREMIOS HUGO en la CALLE CORRIENTES: Los Musicales al aire libre                                      | Creación y dirección general junto a Pablo Gorlero                                                                            | 3ª EDICIÓN. Cerrito y Corrientes. |
| 2014 | TERNAS PREMIOS HUGO                                                                                   | Entrega de diplomas | |
| 2014 | CITIBANK CUMPLE CIEN AÑOS EN ARGENTINA                                                                | Dirección General | Tattersall de Palermo – Sandra Mihanovich, Raúl Lavié – Fernando Dente- Karina K- Alejandra Radano – LUCES Ariel Del Mastro                                                           |
| 2014 | QUINTA ENTREGA PREMIOS HUGO                                                                           | Creación y dirección general junto a Pablo Gorlero                                                                            | Usina del arte. |
| 2014 | DIRECTOR ARTÍSTICO ESPACIO CLARÍN MAR DEL PLATA                                                       | Presentación ante la prensa.                                                                                                  | Cancelación del mismo por razones personales. |
| 2014 | CITYBANK CUMPLE 100 AÑOS EN ARGENTINA                                                                 | Dirección general | Tattersall de Palermo. |
| 2014 | FUNDACIÓN DISCAR                                                                                      | Dirección general | Palacio San Miguel. Show a beneficio. |
| 2015 | SEXTA ENTREGA PREMIOS HUGO                                                                            | Creación y dirección general junto a Pablo Gorlero                                                                            | |
| 2015 | modelo                                                                                                | modelo | modelo |
| 2015 | EVENTO ELEONORA CASSANO EN MERLO                                                                      | Dirección General. | Ángel Mahler, Eleonora Cassano, Nacho Mintz, Adriana Rolla, Ballet Folklórico de Merlo. Evento al aire libre.                                                                         |
| 2015 | PROPULSOR DEL SINDICATO DE BAILARINES                                                                 | | Mora Godoy – Cassano – Facundo Mazzei – Alejandro Ibarra – Mecha Fernández – David Señoran – Copes y muchos más.                                                                      |
| 2015 | Lanzamiento 28/3 del Sindicato de Bailarines                                                          | | en el Hotel Novotel |
| 2015 | PREMIOS HUGO EN CALLE CORRIENTES                                                                      | Organizador y conductor junto a Pablo Gorlero.                                                                                | 5ª edición. Espectáculo que reúne a todos los musicales en una fiesta gratuita y al aire libre.                                                                                       |
| 2016 | LA NOCHE DE LA DANZA                                                                                  | Creador Ricky Pashkus – Roxana Grinstein y Raúl Candal                                                                        | |
| 2016 | SEMANA DEL TEATRO INDEPENDIENTE                                                                       | Coordinación General. | |
| 2016 | PREMIOS HUGO                                                                                          | Dirección general – en el CCK y transmitido por TV Pública                                                                    | 7ª entrega de PREMIOS HUGO |
| 2017 | PRIMERA EDICIÓN DE PREMIOS HUGO FEDERALES                                                             | | Paraná, Mendoza, Bahía Blanca, Provincia de Buenos Aires, Tucúman, Córdoba, Rosario y Mar del Plata.                                                                                  |
| 2017 | FESTIVAL DE LA CHAYA LA RIOJA                                                                         | MONTAJE de la apertura, coreografía y dirección del Festival de la Chaya                                                      | LA RIOJA |
| 2017 | “DÍA INTERNACIONAL CONTRA EL SIDA”                                                                    | Dirección – Fundación Helios Dr Stamboulian                                                                                   | 1 de diciembre “Día internacional contra el sida” en Teatro Metropolitan |
| 2017 | LA SEMANA DEL TEATRO INDEPENDIENTE                                                                    | Creador | 2ª edición de “La Semana del Teatro Independiente” a beneficio del Teatro del Pueblo                                                                                                  |
| 2017 | PREMIOS HUGO AL TEATRO MUSICAL                                                                        | | 8ª Entrega Premios Hugo al teatro Musical – CCK |
| 2017 | PREMIOS HUGO AL TEATRO MUSICAL                                                                        | | Entrega de Diplomas premios Hugo al teatro musical |
| 2017 | PREMIOS HUGO EN LA CALLE CORRIENTES                                                                   | | 5ª edición de Premios Hugo en la calle Corrientes los musicales al aire libre. |
| 2017 | 30 AÑOS DE GREENPEACE ARGENTINA                                                                       | | |
| 2017 | 8ª ENTREGA DE PREMIOS HUGO                                                                            | Dirección general – en el CCK                                                                                                 | Transmitido por TV Pública |
| 2017 | LA NOCHE DE LA DANZA                                                                                  | Creador Ricky Pashkus – Roxana Grinstein y Raúl Candal                                                                        | |
| 2018 | LA NOCHE DE LA DANZA                                                                                  | 30 de noviembre – Teatro Colón: Espectáculo principal para G20 – Tierra de Talentos. Presencia de los 20 Presidentes del G20. | Dirección General |
| 2018 | ENTREGA DE PREMIOS HUGO                                                                               | | 9ª Entrega de Premios Hugo CCK TV Pública |
| 2019 | ENTREGA DE PREMIOS HUGO                                                                               | | Premios Hugo Gala por 10 años en el CCK |
| 2019 | Presencias solidarias del Ballet Federal de Argentina Baila                                           | | |
| 2019 | Cena beneficio La Rural Margarita Barrientos                                                          | | |
| 2019 | Danzar por la Paz                                                                                     | Teatro San Martín | Unicef |
| 2019 | 10 años Premios Hugo                                                                                  | | En el centro cultural Kirchner, emitido por Tv pública. |
| 2020 | S.A.D.I 20 Años de VIDA                                                                               | Teatro Astral | Dirección General de Ricky Pashkus |